# Alkyl hóa

Benzene Friedel-Crafts alkylation.

Alkyl hóa là quá trình chuyển một nhóm alkyl từ phân tử này sang phân tử kia. Việc chuyển nhóm alkyl có thể được thực hiện như là một quá trình cacbon hóa alkyl, một gốc tự do, một carbanion hoặc một carbene (hoặc tương đương). Một nhóm alkyl là một phần của một phân tử với công thức chung CnH2n+1, với n là số nguyên mô tả số lượng cacbon được liên kết với nhau. Ví dụ, một nhóm methyl (n = 1, CH3)là một phần của phân tử metan (CH4). Chất alkyl hóa sử dụng quá trình alkyl hóa chọn lọc bằng cách thêm chuỗi carbon aliphatic mong muốn vào phân tử ban đầu đã chọn trước đó. Đây là một trong rất nhiều hóa học tổng hợp được biết đến. Nhóm alkyl cũng có thể được loại bỏ trong một quá trình được gọi là dealkylation (loại bỏ alkyl).
Trong bối cảnh lọc dầu, alkyl hóa đề cập đến một phép alkyl hóa đặc biệt với isobutan áp dụng cho các olefin. Để nâng cấp chất lượng dầu mỏ, quá trình alkyl hóa tạo ra các alkylate C7–C8 tổng hợp, đây là nguồn nguyên liệu chính sản xuất xăng dầu.
Trong y học, alkyl hóa DNA được dùng trong hóa trị liệu để tiêu diệt DNA của tế bào ung thư. Alkyl hóa được thực hiện với các loại thuốc được gọi là chất alkyl hóa chống ung thư.

## Chất alkyl hóa
Các chất alkyl hóa được phân loại theo đặc tính cho điện tử (nucleophilic) hoặc ái điện tử (electrophilic) của chúng.